# Charles J. Stolbrand
Charles J. Stolbrand, Carl Johan Möller, född 13 maj 1821 i Össjö socken, Malmöhus län, död 3 februari 1894 i Charleston, var en svensk-amerikansk general och politiker.
Han var utomäktenskaplig son till  överstelöjtnanten Adolf Fredrik Tonérhjelm och hembiträdet Christina Möller samt gift med Maria Sophia Petersson. Han växte upp som ett av nio utomäktenskapliga syskon. Han sökte sig till Kungliga Wendes Artilleriregemente 1839 och bytte samtidigt namn till Ståhlbrand. Han tjänstgjorde vid regementet fram till 1850 då han begärde avsked för att emigrera till Amerika med sin familj. De bosatte sig först i New York men flyttade efter något år till Chicago där han blev aktiv i det politiska och sociala livet. Han grundade föreningen Svea Society som var öppen för alla svenskamerikaner. När det amerikanska inbördeskriget bröt ut 1861 anmälde han sig som frivillig på nordstaternas sida i ett lokalt uppsatt regemente, men då alla platser redan var tillsatta fanns vid tidpunkten inte något behov av hans tjänster. När det senare under året visade sig att behövdes fler soldater satte han upp det egna kompaniet Battery G, 2and Illinois Light Artillery med sig själv som kapten och befälhavare. Efter en månads strid befordrades han till major i nordstaternas Tennessearmé och kom att föra befälet för flera olika artilleriförband. Under en stridskontakt i september 1864 blev han krigsfånge men utväxlades efter en månads fångenskap. På rekommendation av general Sherman befordrades han 1865 av president Lincoln till brigadgeneral och fick befälet över Andra brigaden, Fjärde divisionen XVII Army Corps. Efter kriget bosatte han sig på en plantage i Beaufort, South Carolina där han engagerade sig i det republikanska partiet. Han valdes 1886 in i delstatssenaten och kom under de följande åren att besätta ett flertal federala- och delstatliga uppdrag.